# 강재시화
《강재시화(薑齋詩話)》는 명말 청초(淸初)의 학자 왕부지(王夫之)의 저서 모음집이다.

## 편제
《강재시화(薑齋詩話)》란 명칭은 본래 왕부지에 의하여 명명된 것이 아니다. 1843년에 추한훈(鄒漢勛) 등이 편찬, 교열하고 등현학(鄧顯鶴) 등이 교감하여 18종 150권의《선산유서》를 간각하였는데, 등현학이 왕부지의 저작 중에서《시역(詩譯)》,《석당영일서론내편(夕堂永日緖論內篇)》,《남창만기(南窓漫記)》를 각각 권일(卷一) 《시역》, 권이(卷二) 《석당영일서론내편》, 권삼(卷三) 《남창만기》라 하여 이를《강재시화》 삼권이라 한 데서 유래되었다. 그러나 정복보(丁福保)의 《청시화(淸詩話)》에서는 《시역》과 《석당영일서론내편》 2권만을 《강재시화》에 포함시켰다. 대홍삼(戴鴻三)의 《강재시화전주(薑齋詩話箋注)》(이하《전주(箋注)》로 약칭)에는 이상의 4권 모두를 전주(箋注)의 대상으로 하였지만, 《석당영일서론외편》을 부록(附錄)으로 처리하였다. 악록서사(嶽麓書社)의 《선산전서(船山全書)》 15책의 《강재시화》에는 이상의 4권 모두를 포괄하였다. 이처럼 왕부지의 《강재시화》는 편자의 시각에 따라 달리 편제되었다.

## 내용
동서고금의 시론 연구가들은 《강재시화》에 대해 많은 관심을 가졌다. 우선 왕부지는 《강재시화》를 통하여 중국 시론에서 핵심 문제인 ‘정경교융(情景交融)’의 이론과 실천 체계를 완성하였다. 때문에 중국 시론 연구가들은 ‘정경교융’의 문제를 탐구하는 데 있어서 왕부지의 《강재시화》의 ‘정경교융’에 관한 논술을 그들 논의의 입론과 결론으로 삼았다. 또한 ≪강재시화≫는 공자의 ‘흥관군원(興觀群怨)’에 대한 해석에서 주목을 받았다. 왕부지는 공자의 ‘흥관군원’을 심미적으로 해석하고 참신하게 운용하고 독창적으로 발휘시킴으로써 그것이 시가의 창작, 비평, 감상 원리가 되게 하였다. 공자의 ‘흥관군원’은 실로 왕부지에 의하여 하나의 새로운 시론 유산이 되었다. 그리고 《강재시화》는 유가 전통을 대전제로 하면서 도(道), 불(佛)로부터 사상적, 미학적 요소를 흡수하고 또한 서화(書畵) 등 각종 예술 영역에서 예술 관점을 수용하고 있다는 점에서 특색을 지니고 있다.